# Mesolita inermis
Mesolita inermis är en skalbaggsart som beskrevs av Max Poll 1892. Mesolita inermis ingår i släktet Mesolita och familjen långhorningar. Inga underarter finns listade i Catalogue of Life.